# Дрейк, Том
Том Дрейк (англ. Tom Drake), имя при рождении Альфред Синклер Олдердайс (англ.  Alfred Sinclair Alderdice; 5 августа 1918 — 11 августа 1982) — американский актёр театра, кино и телевидения 1930—1970-х годов.
За время своей карьеры Дрейк сыграл в таких фильмах, как «Встретимся в Сент-Луисе» (1944), «Мисс Паркингтон» (1944), «Две девушки и моряк» (1944), «Юные годы» (1946), «Начало конца» (1947), «Я буду твоим» (1947), «Родные холмы» (1948), «Мистер Бельведер едет в колледж»(1949), «Место преступления» (1949), «Великий Руперт» (1950) и «Шериф Уорлока» (1959).

## Ранние годы и начало карьеры
Том Дрейк, имя при рождении Альфред Синклер Олдердайс, родился 5 августа 1918 года в Нью-Йорке, Нью-Йорк, США. Дрейк учился в Нью-Йорке и в Мерсерсбургской академии (англ. Mercersburg Academy) в Мерсерсбурге, Пенсильвания. C 18 лет Дрейк начал играть в летних театрах.

## Театральная карьера
При работе в театре Дрейк использовал имя, полученное при рождении — Альфред Олдердайс. В 1933 году он дебютировал на бродвейской сцене в спектакле «Июньская ночь», быстро став театральной звездой. Вскоре последовали роли в спектаклях «Отдел кадров», «Танцевальная ночь», «Беги, овечка, беги» (1938) и «Чистые постели» (1939). Во время Второй мировой войны Дрейк был признан негодным к воинской службе по причине слабого сердца, и потому мог продолжать актёрскую карьеру. Успех пришёл к Дрейку в 1942 году, когда на Бродвее он сыграл одну из главных ролей в спектакле «Джени» (1942), после чего на него обратил внимание Голливуд.

## Карьера в кинематографе
Дрейк дебютировал в кино ещё в 1940 году, сыграв небольшие роли в трёх фильмах. В частности, в военной исторической драме «Ховарды из Вирджинии» (1940), действие которой происходит в XVIII века, 20-летний Дрейк предстал в образе 14-летнего сына главного героя, которого сыграл Кэри Грант. Затем Дрейк вернулся на Бродвей, однако после успеха спектакля «Джени» в 1943 году заключил постоянный контракт с Metro-Goldwyn-Mayer, взяв псевдоним Том Дрейк. Как было отмечено в некрологе актёра в газете Desert Sun, «играя главным образом главные роли юношей, он сделал на MGM 15 фильмов».
Самой памятной ролью Дрейка во время войны стал персонаж Джон Трюетт в мюзикле «Встретимся в Сент-Луисе» (1944). Трюетт был типичным хорошим парнем по соседству, в которого была романтически влюблена главная героиня (её роль играла Джуди Гарланд). Картина принесла множество номинаций на «Оскар», включая «за лучшую музыку». В 1944 году Дрейк сыграл ещё в пяти фильмах, среди которых мелодрама с Грир Гарсон и Уолтером Пиджоном «Мисс Паркингтон» (1944), военная мелодрама с Ланой Тёрнер «Брак — это частное дело» (1944), а также «добился признания» в роли молодого героя в музыкальной комедии «Две девушки и моряк» (1944), где его партнёрами были Джун Эллисон, Вэн Джонсон и Глория Дехейвен. Как написал историк кино Хэл Эриксон, у Дрейка был шанс выйти на звёздный уровень с военной мелодрамой с Айрин Данн «Белые скалы Дувра» (1944), однако «он рухнул, когда сцены с его участием были вырезаны из этой, и без того чрезмерной длинной войной драмы».
В 1945 году Дрейк сыграл сына главной героини в приключенческой мелодраме «Флот этого человека» (1945), после чего исполнил заметную роль сержанта Смитти в семейной ленте «Храбрость Лесси» (1946) с Элизабет Тейлор в главной роли. Широкое признание получило исполнение Дрейком роли идеалистического молодого человека в мелодраме «Юные годы» (1946). В этой картине Дрейк исполнил главную роль Роберта Шеннона, сироты, который преодолевает препятствия на пути к своей мечте стать врачом. Как отметил историк кино Хэл Эриксон, это была одна из самых содержательных ролей Дрейка, и ему удалось достойно выглядеть на фоне таких мощных актёров, как Хьюм Кронин, Чарльз Коберн, Джессика Тенди и Глэдис Купер. Дрейк продолжал играть вторые главные роли или значимые роли второго плана в таких фильмах, как романтическая комедия с Донной Рид «Верная своему стилю» (1946), полудокументальная драма о разработке атомной бомбы с Брайаном Донлеви «Начало или конец» (1947), мелодрама со Спенсером Трейси и Ланой Тёрнер «Касс Тимберлэйн» (1947) и музыкально-романтическая комедия с Диной Дурбин «Я буду твоей» (1947).
Хотя в свои 29 лет Дрейк всё ещё выглядел на 20, он устал играть молодых невинных парней, и, наконец, получил роль крутого парня в романтической комедии с Уоллесом Бири «Псевдоним — Джентльмен» (1948). В 1948 году Дрейк также сыграл роль знаменитого композитора мюзиклов Ричарда Роджерса в музыкально-биографическом фильме «Песня в сердце» (1948), «затмив своей игрой» признанную звезду Микки Руни, который создал образ творческого партнёра Роджерса, поэта и либреттиста Лоренца Харта. В том же году у Дрейка была заметная роль в семейной мелодраме «Родные холмы» (1948) с участием Джанет Ли, а год спустя он сыграл в комедии «Мистер Бельведер едет в колледж» (1949) с участием Клифтона Уэбба и Ширли Темпл. В том же году Дрейк появился в своём первом фильме нуар «Место преступления» (1949), сыграв молодого детектива под руководством лейтенанта Конована (Ван Джонсон), который ведёт расследование убийства и связанной с ним деятельности нелегальной букмекерской сети. Год спустя Дрейк сыграл всего в одном фильме, семейной комедии «Великий Руперт» (1950), где маленькая белочка помогает двум семейным парам наладить свою жизнь. Дрейк сыграл в этом фильме начинающего композитора, который с помощью белочки начинает роман с очаровательной соседкой (Терри Мур).
Как отмечает Эриксон, «к сожалению, вскоре после этого хорошие роли стали обходить Дрейка стороной». В 1951 году у Дрейка была роль влиятельного лоббиста, работающего на мафию, в фильме нуар «Город, который он обжигает» (1951) с участием Одри Тоттер и Сизара Ромеро, и роль полицейского сержанта в фильме нуар «Никогда не доверяй азартному игроку» (1951) с участием Дейна Кларка. Два года спустя Дрейк исполнил небольшую роль доктора в исторической драме «Сангари» (1953) с Фернандо Ламасом и Арлин Дал. Ещё два года спустя он сыграл в двух низкобюджетных фильмах нуар — «Преданные женщины» (1955) с Беверли Майклз и Пегги Кнудсен, а также «Внезапная опасность» (1955), в котором предстал в образе молодого слепого человека, которого подозревают в убийстве матери ради страховки на проведение операции по восстановлению зрения. В итоге он сам вынужден провести расследование и разоблачить преступников.
В 1957 году Дрейк сыграл роль второго плана в мелодраме времён Гражданской войны «Округ Рэйнтри» (1957) с Монтгомери Клифтом и Элизабет Тейлор. Роль в этом фильме помогла Дрейку продержаться на достойном уровне до перехода на телевидение в 1950—1970-е годы. В том же году он появился в таких фильмах категории В, как фантастический хоррор «Циклопы» (1957) и криминальная мелодрама «Свидание с катастрофой» (1957), в последнем из которых у него была главная роль. После роли второго плана в вестерне «Деньги, женщины и пушки» (1958) Дрейк сыграл редкого для себя отрицательного персонажа, главаря банды Эйба Маккоуна в вестерне «Шериф Уорлока» (1959) с Ричардом Уидмарком и Генри Фондой.
В 1960 году Дрейк снялся с Ричардом Бёртоном в мелодраме «Терновый куст» (1960) с известной сценой эвтаназии, и затем снова появился с Элизабет Тейлор и Бертоном в своей следующей картине - мелодраме «Кулик» (1965). Последними значимыми фильмами в карьере Дрейка были биографическая мелодрама с Дебби Рейнольдс «Поющая монахиня» (1966), вестерн с Дэной Эндрюсом и Джейн Расселл «Джонни Рино» (1966) и снятый в Италии триллер «У убийцы чистые руки» (1968), в котором Дрейк сыграл детектива. К началу 1970-х годов карьера Дрейка пошла на спад. Последними тремя картинами Дрейка были низкобюджетные фильмы ужасов «Дом чёрной смерти» (1971), «Дикое похищение» (1973) и «Спектр Эдгара Аллана По»(1974).

## Карьера на телевидении
В период с 1950 по 1978 год Дрейк сыграл в 116 эпизодах 92 различных телесериалов, среди которых «Кульминация» (1954—1955), «Театр научной фантастики» (1955), «Миллионер» (1957), «Перри Мейсон» (1959—1960), «Сансет-Стрип, 77» (1959—1963), «Сыромятная плеть» (1960), «Караван повозок» (1960), «Дни в Долине смерти» (1961), «Гавайский детектив» (1961—1962), «Неприкасаемые» (1962), «Лесси» (1965), «Бен Кейси» (1965), «Час Альфреда Хичкока» (1965), «Бонанза» (1965), «Зелёный шершень» (1966), «Доктор Маркус Уэлби» (1969—1976), «Мэнникс» (1971), «Кеннон» (1972), «Адам-12» (1972—1975), «Айронсайд»(1973), «Полицейская история» (1974—1975), «Улицы Сан-Франциско» (1976) и «Проект НЛО» (1978).

## Актёрское амплуа
Как отмечено в некрологе актёра, опубликованном информационным агентством UPI, «благодаря своей моложавой внешности на протяжении большей части своей театральной, кинематографической и телевизионной карьеры Дрейк играл главным образом роли невинных людей и идеалистов».
Впервые он обратил на себя внимание в мюзикле «Встретимся в Сент-Луисе» (1944), после чего «стал любимым голливудским парнем по соседству». К началу 1950 годов Дрейк стал тяготиться своим амплуа. В одном из интервью он сказал: «Я боялся застрять только с молодыми ролями. У меня всегда была эта проблема, потому что у меня молодое на вид лицо». Дрейк поклялся играть свой возраст и не соглашаться на «сладкие, нежные роли», но именно эти роли сделали его звездой, и он не мог от этого уйти.
В 1950—1960-е годы Дрейк продолжал сниматься, в том числе, в фильмах категории А, но это были лишь второстепенные роли, и в итоге, по мнению Хэла Эриксона, «он так и не смог в полной мере реализовать свой потенциал».

## Личная жизнь
В 1945 году Дрейк женился на певице Кристофер Кёртис (англ. Christopher Curtis), с которой развёлся в 1946 году. Детей у него не было.
Как написал Хэл Эриксон, свои последние годы Дрейк провёл, дополняя свой актёрский доход работой в качестве торговца подержанными автомобилями. С 1978 года Дрейк больше не играл.

## Смерть
Том Дрейк умер 11 августа 1982 года от рака лёгких в возрасте 63 лет в Мемориальной больнице Торренса недалеко от Лос-Анджелеса. У него осталась сестра Клер Кеннеди.

## Фильмография
| Год         |    | Русское название                    | Оригинальное название           | Роль                                                      |
| ----------- | -- | ----------------------------------- | ------------------------------- | --------------------------------------------------------- |
| 1940        | ф  | Ховарды из Вирджинии                | The Howards of Virginia         | Джеймс Ховард в 16 лет (в титрах указан как Ричард Олден) |
| 1940        | ф  | Наш городок                         | Our Town                        | свидетель на свадьбе (в титрах не указан)                 |
| 1940        | ф  | Смертельный шторм                   | The Mortal Storm                | студент в классе (в титрах не указан)                     |
| 1943        | ф  | Северная погоня                     | Northern Pursuit                | Хейнцманн (в титрах не указан)                            |
| 1944        | ф  | Мейзи едет в Рено                   | Maisie Goes to Reno             | сержант Билл Фкллертон                                    |
| 1944        | ф  | Брак — это частное дело             | Marriage Is a Private Affair    | Билл Райс                                                 |
| 1944        | ф  | Встретимся в Сент-Луисе             | Meet Me in St. Louis            | Джон Трюетт                                               |
| 1944        | ф  | Мисс Паркингтон                     | Mrs. Parkington                 | Нэд Тэлбот                                                |
| 1944        | ф  | Две девушки и моряк                 | Two Girls and a Sailor          | Фрэнк Миллер                                              |
| 1945        | ф  | Флот этого человека                 | This Man's Navy                 | Джесс Уивер                                               |
| 1946        | ф  | Храбрость Лесси                     | Courage of Lassie               | сержант Смитти                                            |
| 1946        | ф  | Верная своему стилю                 | Faithful in My Fashion          | Джефф Комтон                                              |
| 1946        | ф  | Юные годы                           | The Green Years                 | Роберт Шеннон в молодости                                 |
| 1947        | ф  | Начало или конец                    | The Beginning or the End        | Мэтт Кокран                                               |
| 1947        | ф  | Касс Тимберлэйн                     | Cass Timberlane                 | Джейми Уоргейт                                            |
| 1947        | ф  | Я буду твоей                        | I'll Be Yours                   | Джордж Прескотт                                           |
| 1948        | ф  | Псевдоним — Джентльмен              | Alias a Gentleman               | Джонни Лорген                                             |
| 1948        | ф  | Родные холмы                        | Hills of Home                   | Таммас Милтон                                             |
| 1948        | ф  | Песня в сердце                      | Words and Music                 | Ричард «Дик» Роджерс                                      |
| 1949        | ф  | Мистер Бельведер едет в колледж     | Mr. Belvedere Goes to College   | Билл Чейз                                                 |
| 1949        | ф  | Место преступления                  | Scene of the Crime              | детектив Си Си Гордон                                     |
| 1950        | ф  | Великий Руперт                      | The Great Rupert                | Питер «Пит» Дингл                                         |
| 1950        | с  | Час театра «Форда»                  | The Ford Theatre Hour           | Гэвин Дисхарт (1 эпизод)                                  |
| 1950        | с  | Саспенс                             | Suspense                        | Дэн Беделл (1 эпизод)                                     |
| 1950        | с  | Часы                                | The Clock                       | (1 эпизод)                                                |
| 1950— 1951  | с  | Отбой                               | Lights Out                      | разные роли (2 эпизода)                                   |
| 1951        | ф  | Город, который он обжигает          | F.B.I. Girl                     | Карл Черкурт                                              |
| 1951        | ф  | Никогда не доверяй азартному игроку | Never Trust a Gambler           | сержант полиции Эд Донован                                |
| 1951        | ф  | Диск-жокей                          | Disc Jockey                     | Джонни                                                    |
| 1952        | с  | Неожиданное                         | The Unexpected                  | (1 эпизод)                                                |
| 1952        | с  | Сказки завтрашнего дня              | Tales of Tomorrow               | (1 эпизод)                                                |
| 1952 —1954  | с  | Театр звезд «Шлитца»                | Schlitz Playhouse of Stars      | разные роли (2 эпизода)                                   |
| 1953        | ф  | Сангари                             | Sangaree                        | доктор Рой Даби                                           |
| 1953        | с  | Зеркальный театр «Ревлон»           | The Revlon Mirror Theater       | Бен Адамс (1 эпизод)                                      |
| 1953—1957   | с  | Видеотеатр «Люкс»                   | Lux Video Theatre               | разные роли (3 эпизода)                                   |
| 1954        | с  | Телевизионный театр «Форда»         | The Ford Television Theatre     | Гастон Клермон (1 эпизод)                                 |
| 1954        | с  | Мой любимый муж                     | My Favorite Husband             | (1 эпизод)                                                |
| 1954 —1955  | с  | Кульминация                         | Climax!                         | разные роли (2 эпизода)                                   |
| 1955        | ф  | Преданные женщины                   | Betrayed Women                  | Джефф Даррелл                                             |
| 1955        | ф  | Внезапная опасность                 | Sudden Danger                   | Уоллес Кёртис                                             |
| 1955        | с  | Театр «Пепси-колы»                  | The Pepsi-Cola Playhouse        | Джон Блэк (1 эпизод)                                      |
| 1955        | с  | Театр у камина                      | Fireside Theatre                | Робби (1 эпизод)                                          |
| 1955        | с  | Театр научной фантастики            | Science Fiction Theatre         | доктор Джеймс Эверетт (1 эпизод)                          |
| 1956        | с  | Театр 90                            | Playhouse 90                    | Джонни Марк (1 эпизод)                                    |
| 1956        | с  | Студия 57                           | Studio 57                       | разные роли (2 эпизода)                                   |
| 1957        | ф  | Циклопы                             | The Cyclops                     | Ли Брэнд                                                  |
| 1957        | ф  | Округ Рэйнтри                       | Raintree County                 | Бобби Дрейк                                               |
| 1957        | ф  | Свидание с катастрофой              | Date with Disaster              | Майлс Хэрингтон                                           |
| 1957        | с  | Дневной спектакль                   | Matinee Theatre                 | (2 эпизода)                                               |
| 1957        | с  | Миллионер                           | The Millionaire                 | доктор Алан Марч (1 эпизод)                               |
| 1958        | ф  | Деньги, женщины и пушки             | Money, Women and Guns           | Джесс Райерсон                                            |
| 1958        | с  | Первая студия                       | Studio One                      | Кларк Шеррелл (1 эпизод)                                  |
| 1958 — 1959 | с  | Вертолёты                           | Whirlybirds                     | разные роли (2 эпизода)                                   |
| 1958 —1960  | с  | Разыскивается живым или мёртвым     | Wanted: Dead or Alive           | разные роли (2 эпизода)                                   |
| 1959        | ф  | Шериф                               | Warlock                         | Эйб Маккуон                                               |
| 1959        | с  | Ритмы Бурбон-стрит                  | Bourbon Street Beat             | Пол Адамсон (1 эпизод)                                    |
| 1959        | с  | Город Симаррон                      | Cimarron City                   | Стив Пёрселл (1 эпизод)                                   |
| 1959        | с  | Всадники Маккензи                   | Mackenzie's Raiders             | солдат Руперт Уильямс (1 эпизод)                          |
| 1959        | с  | Речная лодка                        | Riverboat                       | Гомер Эткинс (1 эпизод)                                   |
| 1959—1960   | с  | Перри Мейсон                        | Perry Mason                     | разные роли (2 эпизода)                                   |
| 1959— 1960  | с  | Представитель закона                | Lawman                          | разные роли (3 эпизода)                                   |
| 1959—1963   | с  | Сансет-Стрип, 77                    | 77 Sunset Strip                 | разные роли (3 эпизода)                                   |
| 1960        | ф  | Терновый куст                       | The Bramble Bush                | Ларри Макфай                                              |
| 1960        | с  | Театр Зейна Грея                    | Zane Grey Theater               | маршал Дейв Хармон (1 эпизод)                             |
| 1960        | с  | Караван повозок                     | Wagon Train                     | доктор Джон Кэннон (1 эпизод)                             |
| 1960        | с  | Приключения в раю                   | Adventures in Paradise          | Джок Андерхилл (1 эпизод)                                 |
| 1960        | с  | Ларами                              | Laramie                         | Том Мэннеринг (1 эпизод)                                  |
| 1960        | с  | Сыромятная плеть                    | Rawhide                         | Генри Фишер (1 эпизод)                                    |
| 1960        | с  | Маршал США                          | U.S. Marshal                    | Крейг (1 эпизод)                                          |
| 1960        | с  | Дилижанс на Запад                   | Stagecoach West                 | Селби Мосс (1 эпизод)                                     |
| 1960        | с  | Город Уичита                        | Wichita Town                    | Рейр Макклауд (1 эпизод)                                  |
| 1960        | с  | Филип Марлоу                        | Philip Marlowe                  | Билл Ревир (1 эпизод)                                     |
| 1960        | с  | Аляскинцы                           | The Alaskans                    | Дэн Уэббер (1 эпизод)                                     |
| 1960— 1961  | с  | Бунтарь                             | The Rebel                       | разные роли (2 эпизода)                                   |
| 1961        | тф | Бит Лас-Вегаса                      | Las Vegas Beat                  | Леопольд                                                  |
| 1961        | с  | Шайенн                              | Cheyenne                        | Рэндалл (1 эпизод)                                        |
| 1961        | с  | Задание под водой                   | Assignment: Underwater          | Кэсс Томас (1 эпизод)                                     |
| 1961        | с  | Дни в Долине смерти                 | Death Valley Days               | Билли Лесли (1 эпизод)                                    |
| 1961        | с  | Король бриллиантов                  | King of Diamonds                | Крис Донахью (1 эпизод)                                   |
| 1961        | с  | Следуй за солнцем                   | Follow the Sun                  | Гарри (1 эпизод)                                          |
| 1961— 1962  | с  | Гавайский детектив                  | Hawaiian Eye                    | разные роли (2 эпизода)                                   |
| 1962        | с  | Неприкасаемые                       | The Untouchables                | Джо Бомер (1 эпизод)                                      |
| 1962        | с  | Сёрфсайд 6                          | Surfside 6                      | Эл Дикенс (1 эпизод)                                      |
| 1964        | с  | Лейтенант                           | The Lieutenant                  | сержант Лестер Кёртис (1 эпизод)                          |
| 1965        | ф  | Дом чёрной смерти                   | House of the Black Death        | Пол Дессард                                               |
| 1965        | ф  | Кулик                               | The Sandpiper                   | Уолтер Робинсон                                           |
| 1965        | с  | Бонанза                             | Bonanza                         | Кёрт (1 эпизод)                                           |
| 1965        | с  | Бен Кэйси                           | Ben Casey                       | Монти (1 эпизод)                                          |
| 1965        | с  | Час Альфреда Хичкока                | The Alfred Hitchcock Hour       | шериф Дейд (1 эпизод)                                     |
| 1965        | с  | В бою                               | Combat!                         | рядовой Тодд (1 эпизод)                                   |
| 1965        | с  | Мистер Новак                        | Mr. Novak                       | (1 эпизод)                                                |
| 1965        | с  | Лэсси                               | Lassie                          | Уэйд Беннинг (1 эпизод)                                   |
| 1965        | с  | Клеймённый                          | Branded                         | разные роли (2 эпизода)                                   |
| 1965        | с  | Дакоты                              | The Dakotas                     | капрал Стивен Агард (1 эпизод)                            |
| 1966        | ф  | Джонни Рино                         | Johnny Reno                     | Джо Коннерс                                               |
| 1966        | ф  | Поющая монашенка                    | The Singing Nun                 | Фитцпатрик                                                |
| 1966        | с  | Дикий дикий запад                   | The Wild Wild West              | Винсент Рид (1 эпизод)                                    |
| 1966        | с  | Зеленый Шершень                     | The Green Hornet                | Дюк Слейд (1 эпизод)                                      |
| 1966        | с  | Дорога на запад                     | The Road West                   | Оливер (1 эпизод)                                         |
| 1967        | ф  | Красный томагавк                    | Red Tomahawk                    | Билл Кейн                                                 |
| 1968        | ф  | У убийцы чистые руки                | Omicidio per vocazione          | инспектор Джерард Гранвилл                                |
| 1968        | ф  | Военное убийство                    | Warkill                         | инспектор Филл Саттон                                     |
| 1969        | с  | Дымок из ствола                     | Gunsmoke                        | Бен Хёрли (1 эпизод)                                      |
| 1969— 1976  | с  | Доктор Маркус Уэлби                 | Marcus Welby, M.D.              | разные роли (4 эпизода)                                   |
| 1970        | тф | Мальчик, который украл слона        | The Boy Who Stole the Elephant  | мистер Корберт                                            |
| 1970        | с  | Земля гигантов                      | Land of the Giants              | сержант (1 эпизод)                                        |
| 1970        | с  | Суть дела                           | The Name of the Game            | Харрисон Брилл (1 эпизод)                                 |
| 1970        | с  | Смелые: Новые доктора               | The Bold Ones: The New Doctors  | доктор Томпсон (1 эпизод)                                 |
| 1970        | с  | Диснейленд                          | Disneyland                      | доктор Корберт (2 эпизода)                                |
| 1971        | тф | Город на дне моря                   | City Beneath the Sea            | генерал Патнэм                                            |
| 1971        | с  | Менникс                             | Mannix                          | Пол Глайдор (1 эпизод)                                    |
| 1971        | с  | Молодые юристы                      | The Young Lawyers               | Арнольд МАркэм (1 эпизод)                                 |
| 1971        | с  | Оуэн Маршалл, адвокат               | Owen Marshall, Counselor at Law | Джон Калшор (1 эпизод)                                    |
| 1972        | с  | Кеннон                              | Cannon                          | Билл Пенски (1 эпизод)                                    |
| 1972— 1975  | с  | Адам-12                             | Adam-12                         | разные роли (2 эпизода)                                   |
| 1973        | ф  | Дикое похищение                     | Cycle Psycho                    | Дик Райдлендер                                            |
| 1974        | ф  | Спектр Эдгара Аллана По             | The Spectre of Edgar Allan Poe  | доктор Адам Форрест                                       |
| 1974        | с  | Айронсайд                           | Ironside                        | Ларри Йейтс (1 эпизод)                                    |
| 1974        | с  | Баначек                             | Banacek                         | Роджер Фэншон (1 эпизод)                                  |
| 1974        | с  | Хек Рэмси                           | Hec Ramsey                      | Уилл Бэннистер (1 эпизод)                                 |
| 1974        | с  | Колчак: Ночной охотник              | Kolchak: The Night Stalker      | Дон Кибби (1 эпизод)                                      |
| 1974—1975   | с  | Полицейская история                 | Police Story                    | разные роли (2 эпизода)                                   |
| 1975        | тф | Полицейский на дежурстве            | Cop on the Beat                 | гольфист                                                  |
| 1975        | тф | Вопрос жены… и смерти               | A Matter of Wife... and Death   | Поли Бейкер                                               |
| 1975        | с  | Медицинская история                 | Medical Story                   | Ральф Уиллис (1 эпизод)                                   |
| 1975        | с  | Мэтт Хелм                           | Matt Helm                       | Фред Уэллс (1 эпизод)                                     |
| 1976        | тф | СОС на высоте 40 000 футов          | Mayday at 40,000 Feet!          | Гарри Дженсен                                             |
| 1976        | с  | Улицы Сан Франциско                 | The Streets of San Francisco    | Хэнк Десмонд (1 эпизод)                                   |
| 1978        | с  | Проект Н.Л.О.                       | Project U.F.O.                  | первый сосед (1 эпизод)                                   |
| 1978        | с  | Детективы Эдди Капры                | The Eddie Capra Mysteries       | (1 эпизод)                                                |